# Quảng trường Kim Tử Kinh
Quảng trường Kim Tử Kinh (chữ Anh: Golden Bauhinia Square) ở vào cánh mới của Trung tâm Hội nghị và Triển lãm Hồng Kông phía tây quận Loan Tể đảo Hồng Kông, là một phần của Công viên Ven biển Triển lãm, gần sát công viên ven biển lâm thời Loan Tể, cách xa cảng Victoria và hướng về khu đô thị Cửu Long. Khi Hương Cảng trả về Trung Quốc, nó là một phần của công trình xây dựng mở rộng Trung tâm Hội nghị và Triển lãm Hồng Kông, những năm vừa qua nó là một trong những điểm phong cảnh du lịch Hương Cảng mà rất nhiều lữ khách Trung Quốc đại lục tất phải đến. Quảng trường này do Công ty hữu hạn Trung tâm Hội nghị và Triển lãm Hồng Kông quản lí, thực ra nó không thuộc về không gian công cộng, cũng không phải là do Chính phủ Đặc khu Hương Cảng chiếm hữu.

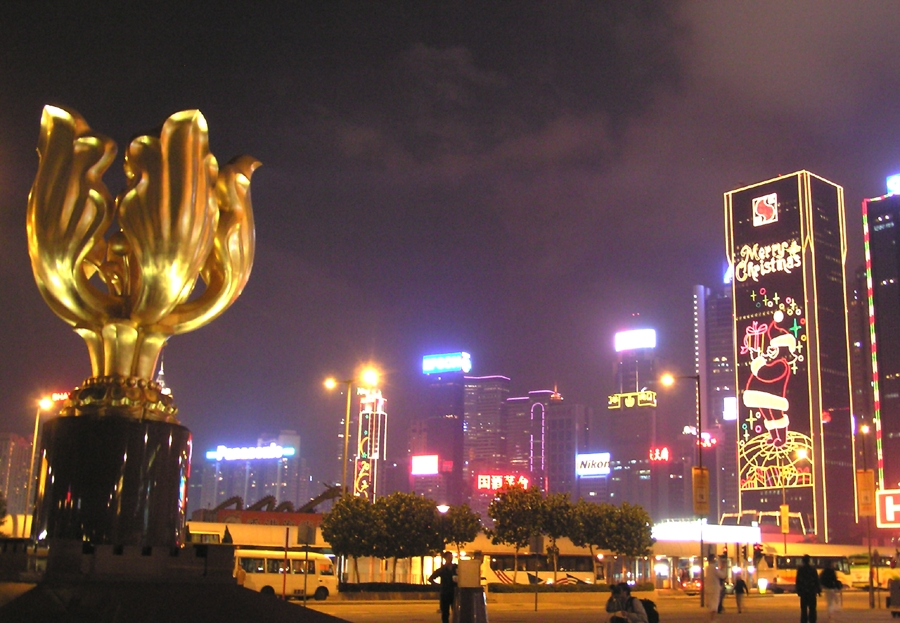
Cảnh vật ban đêm của quảng trường Kim Tử Kinh.

Ngày 01 tháng 07 năm 1997, nước Cộng hoà Nhân dân Trung Hoa mở đầu thật thi chủ quyền với Hương Cảng, và lại thành lập Khu hành chính đặc biệt Hương Cảng; Quốc vụ viện Trung Quốc đưa tặng một toà tượng điêu khắc bằng đồng dát vàng được gọi tên là "Hoa dương tử kinh vĩnh viễn nở rộ" cho chính phủ Khu hành chính đặc biệt Hương Cảng, tác phẩm ấy được chạm trổ rồi đặt yên ở cánh mới Trung tâm Hội nghị và Triển lãm, chỗ mà được khánh thành mới. Ngay ngày hôm đó, Trưởng quan hành chính thời điểm đó là Đổng Kiến Hoa và Phó Thủ tướng Quốc vụ viện kiêm Bộ trưởng Bộ Ngoại giao Tiền Kì Sâm chủ trì nghi lễ khai mạc. Việc điêu khắc đắp tượng ấy ngụ ý Hương Cảng vĩnh viễn phồn vinh hưng thịnh; tượng điêu khắc bằng đồng cao 06 mét, nặng 70 tấn, được đúc tạo bằng đồng thanh, với vàng thết trải ra trên bề mặt, từ bệ đến đáy làm bằng đá hoa cương màu đỏ. Móng đế hình trụ tròn đáy hình vuông, ngụ ý Cửu Châu phương viên (người xưa cho rằng trời tròn đất vuông, vuông tròn là chỉ phạm vi; do đó, "Cửu Châu phương viên" tức là chỉ khối đất vuông này thuộc về Trung Quốc), có điêu khắc đồ án Trường Thành vây quanh bệ, tượng trưng Trung Quốc luôn luôn bảo vệ Hương Cảng.

## Nghi thức kéo cờ

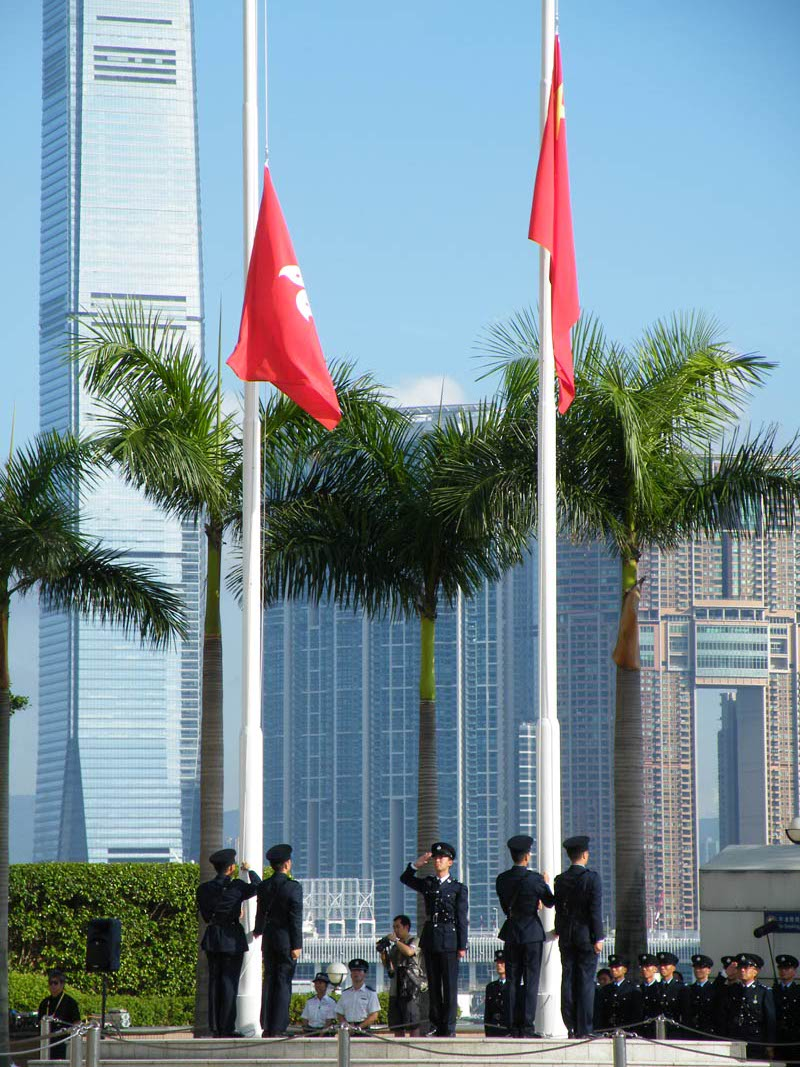
Ngày 26 tháng 08 năm 2010, nghi thức kéo cờ để kỉ niệm sự kiện đoàn du lịch Hồng Kông bị cầm giữ làm con tin ở thủ đô Manila, Philippines.

Mỗi ngày lúc 08 giờ sáng, quảng trường Kim Tử Kinh cử hành nghi thức kéo cờ, lúc 06 giờ tối chính là tiến hành nghi thức hạ cờ, thông thường mỗi ngày, nghi thức kéo cờ do 5  nhân viên cảnh vụ phụ trách, quảng trường tức thì phát ra quốc ca nước Cộng hoà Nhân dân Trung Hoa (bắt đầu ngày 05 tháng 01 năm 2002 ), nghi thức hạ cờ thì sẽ không tấu nhạc quốc ca.
Hằng năm đến ngày Kỉ niệm Khu hành chính đặc biệt Hương Cảng thành lập (ngày 01 tháng 07) và ngày Quốc khánh Trung Quốc (ngày 01 tháng 10), Trưởng quan hành chính đều sẽ dẫn đầu đoàn thể như quan viên chính phủ Hương Cảng chủ yếu, người phụ trách cơ cấu Trung ương lưu trú tại Hương Cảng, nghị sĩ của Hội Hành chính và Hội Lập pháp, đặc phái viên Trung Quốc lưu trú tại Hương Cảng và những người tài đức và thành đạt trong xã hội, đến tham dự nghi thức kéo cờ. Nghi thức kéo cờ trừ nhân viên cảnh vụ và đội nhạc cảnh sát Hương Cảng phải mặc lễ phục ra, đội danh dự từ các thành phần bộ đội kỉ luật như Sở Phòng cháy Chữa cháy Hương Cảng, Sở Sự vụ Nhập cảnh, Hải quan Hương Cảng, Vụ Trừng giáo, v.v cũng tham dự nghi thức, đồng thời hát quốc ca nước Cộng hoà Nhân dân Trung Hoa (được thêm vào từ ngày 01 tháng 07 năm 2000 ) do đoàn hợp xướng Trung học lĩnh xướng. Sau khi quốc kì và khu kì lên cao, hai chiếc tàu dập tắt lửa sẽ tiến hành biểu diễn phun nước trên mặt biển Cảng Victoria. Máy bay trực thăng của Đội Phục vụ Phi hành Chính phủ Đặc khu Hương Cảng buộc quốc kì và khu kì, bay vụt qua từ tây sang đông ở vùng trời hội trường, đội nhạc cảnh sát Hương Cảng diễn tấu ca khúc Hồi Quy tụng (回歸頌 / 回归颂) coi như là kết thúc. ("Hồi Quy tụng" là một bài hát ca tụng ngày 01 tháng 07 năm 1997 Hương Cảng trả về Trung Quốc và nguyên tắc "Một Trung Quốc, hai chế độ").
Thông thường mà nói, người lãnh đạo nhà nước Trung Quốc chưa hẳn đến tham dự nghi thức kéo cờ trong khoảng thời gian thăm hỏi Hồng Kông, thí dụ như Tổng Bí thư Ủy ban Trung ương Đảng Cộng sản Trung Quốc, Chủ tịch nước Cộng hoà Nhân dân Trung Hoa ôngGiang Trạch Dân vào khoảng thời gian thăm hỏi Hương Cảng năm 1998 và năm 2002 đều không có đến tham dự nghi thức long trọng. Từ ngày chuyển giao chủ quyền Hương Cảng tới nay, trước có Phó Chủ tịch Trung Quốc Hồ Cẩm Đào công khai tham dự nghi thức kéo cờ vào ngày 01 tháng 07 năm 1999 và sau này có Thủ tướng Quốc vụ viện nước Cộng hoà Nhân dân Trung Hoa ông Ôn Gia Bảo vào ngày 01 tháng 07 năm 2003. Cựu Thủ tướng Quốc vụ viện nước Cộng hoà Nhân dân Trung Hoa ông Chu Dong Cơ trong khoảng thời gian đến dự Đại hội Nhân viên kế toán Thế giới vào ngày 19 tháng 11 năm 2002 ở Hồng Kông cũng có tham dự nghi thức kéo cờ, nhưng vì lí do bảo an nên cấm chế công chúng tham dự.
Tháng 01 năm 2002, Phòng Cảnh vụ Hương Cảng thử thật hiện cử hành lễ kéo cờ long trọng vào chủ nhật đầu tiên và mỗi thứ bảy hàng tháng. Lễ kéo cờ long trọng đầu tiên cử hành vào ngày 05 tháng 01 năm 2002, do 15 thành viên cảnh vụ phải mặc lễ phục hợp thành đội kéo cờ chấp hành kéo cờ, song không có đội nhạc tấu nhạc lúc bấy giờ, cho nên xuyên qua loa phát thanh mà phát ra quốc ca, và bắt đầu ngày 06 tháng 01 lần đầu tiên có đội nhạc diễu hành của đội nhạc cảnh sát Hương Cảng tấu nhạc tại hiện trường. Bắt đầu ngày 01 tháng 04, đúng 08 giờ sáng ngày 01, ngày 11 và ngày 21 hàng tháng, nhân viên cảnh vụ phải mặc lễ phục, bao gồm 10 nhân viên đội danh dự và đội nhạc cảnh vụ Hương Cảng (bao gồm đội diễu hành và đội kèn túi) sẽ tiến hành nghi thức kéo cờ. Sau khi hoàn thành kéo cờ, đội nhạc sẽ tấu nhạc khoảng chừng 10 phút đồng hồ. Bắt đầu tháng 04 năm 2006, lễ kéo cờ long trọng cử hành 3 lần mỗi tháng sẽ sửa đổi là chỉ cử hành vào ngày 01 mỗi tháng. Trong phiên bản thường ngày, nhân viên cảnh vụ tiến hành học tập từ sự dẫn dắt của người cảnh sát trưởng trong tổ tập luyện và huấn luyện súng; trong phiên bản long trọng, nhân viên cảnh vụ chính quy thật hành từ sự dẫn dắt của người đốc sát trong tổ đó.
Về việc bố trí điển lễ kéo cờ ở quảng trường Kim Tử Kinh dưới khí hậu xấu, thời kì đầu không có quy định đặc biệt, lễ kéo cờ ngày 01 tháng 07 năm 2001 cử hành đúng hạn dù lúc ấy Tín hiệu gió mạnh số 3 và Cảnh báo sấm dữ Hồng Kông có hiệu lực, là lần đầu tiên lễ kéo cờ long trọng cử hành vào khoảng thời gian có bão. Bắt đầu từ ngày 01 tháng 10 năm 2002, khi có Cảnh báo sấm dữ, Cảnh báo mưa dông màu đỏ, Cảnh báo mưa dông màu đen và tín hiệu gió bão từ đúng số 3 trở lên, tất cả nghi thức kéo cờ đều sẽ trừ bỏ.

### Lễ kéo cờ của thanh niên

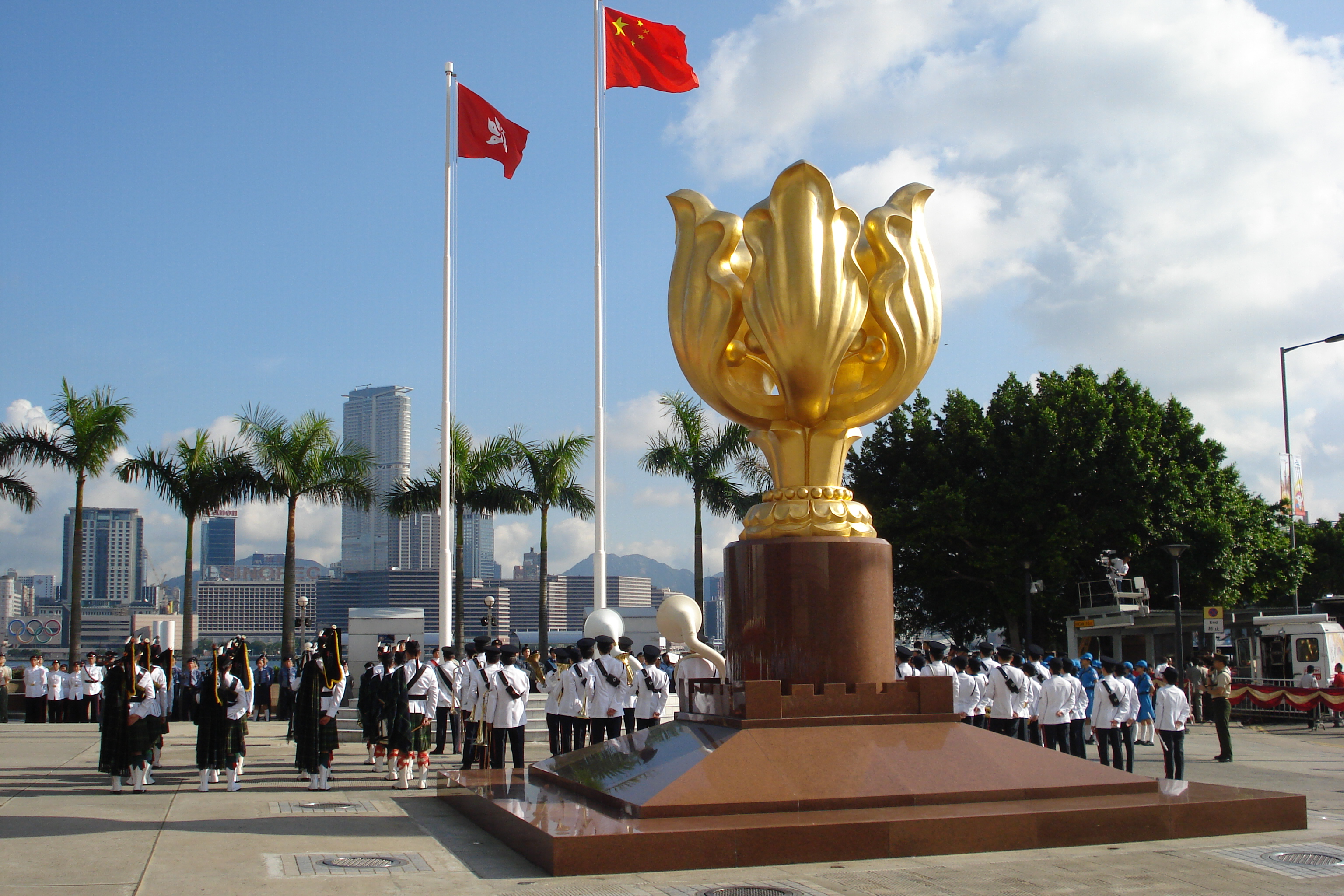
Ngày 30 tháng 08 năm 2008 là nghi thức kéo cờ hoan nghênh vận động viên giành được huy chương vàng ở Thế vận hội Olympics mùa hè Bắc Kinh, Trung Quốc năm 2008 do đoàn đồng phục của thanh thiếu niên chấp hành.

Ngày lễ Thanh niên 04/05 bắt đầu từ ngày 04 tháng 05 năm 2006, nghi thức kéo cờ ở quảng trường Kim Tử Kinh do 9 thanh thiếu niên của đoàn thể đồng phục phụ trách, người cầm cờ của đoàn thể thiếu niên Hương Cảng, Đoàn thanh niên Hàng không Hương Cảng đảm nhiệm chức vị chỉ huy, Hiệp hội Đoàn nhạc đánh trống và huấn luyện diễu hành Hương Cảng phụ trách tấu nhạc, đoàn thể còn lại của nó như Đoàn thanh niên sự vụ hàng hải Hương Cảng, Đoàn thanh thiếu niên Đội Cứu thương Thánh John Hương Cảng, Tổng hội Nữ Hướng đạo Hương Cảng, Đội An toàn giao thông Hương Cảng, Hội Chữ thập đỏ Hương Cảng, Lữ đoàn thiếu niên Cơ Đốc giáo Hương Cảng, Lữ đoàn nữ thiếu niên Cơ Đốc giáo Hương Cảng, Đoàn thiếu niên Đội Phục vụ An toàn Dân chúng Hương Cảng thì đảm nhiệm bảo vệ đội cờ và nghi thức đánh trống. Để thích hợp phát sóng trực tiếp cho tất cả trường học Hương Cảng, nghi thức sẽ kéo dài thời gian cho đến 8 giờ 30 phút buổi sáng tiến hành. Sau này, nghi thức kéo cờ vào ngày 04 tháng 05 mỗi năm tất cả đều do đoàn thể đồng phục thanh thiếu niên chấp hành.
Bắt đầu từ ngày 13 tháng 07 năm 2008, ngày chủ nhật thứ hai của mỗi tháng, nghi thức kéo cờ cũng sẽ do đoàn thể thanh niên kể trên phụ trách. Công việc của họ đầu tiên đã nhận lấy sự huấn luyện tương quan của Học viện Cảnh sát Hương Cảng, lấy "nghi thức kéo cờ phiên bản ngày thường" tiến hành lễ kéo cờ (một người chức vị chỉ huy của đội kéo cờ, hai người tiên phong kéo quốc kì và hai người tiên phong kéo khu kì, sẽ không bao gồm bất kì đoàn nhạc biểu diễn.
Nghi thức kéo cờ cá biệt cũng sẽ do đoàn thể đồng phục thanh thiếu niên chấp hành, ví dụ như ngày 30 tháng 08 năm 2018 là nghi thức kéo cờ hoan nghênh vận động viên giành được huy chương vàng ở Thế vận hội Olympics mùa hè Bắc Kinh, Trung Quốc năm 2008, do đoàn thể đồng phục thanh thiếu niên chấp hành, hình thức giống như nghi thức kéo cờ của ngày 04 tháng 05 mỗi năm.

## Nghi thức hạ nửa cờ

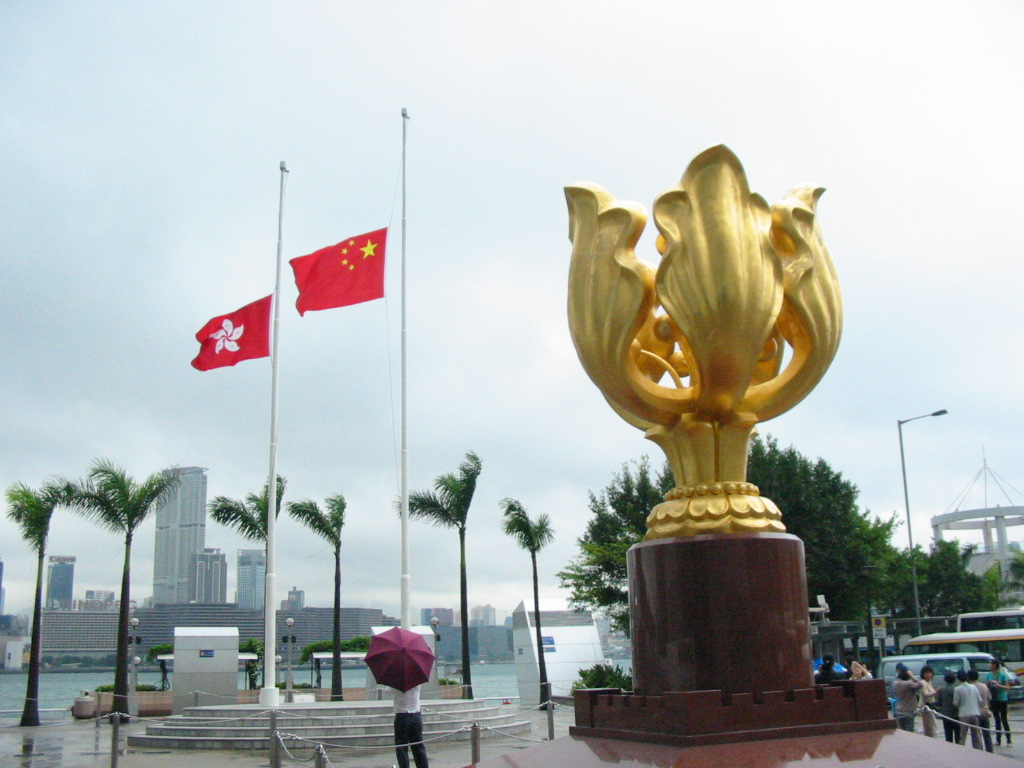
Quảng trường Kim Tử Kinh hạ nửa cờ để truy niệm đau xót cho người tử nạn của cơn động đất lớn ở huyện Vấn Xuyên, châu tự trị dân tộc Khương dân tộc Tạng A Bá, tỉnh Tứ Xuyên, Trung Quốc năm 2008.

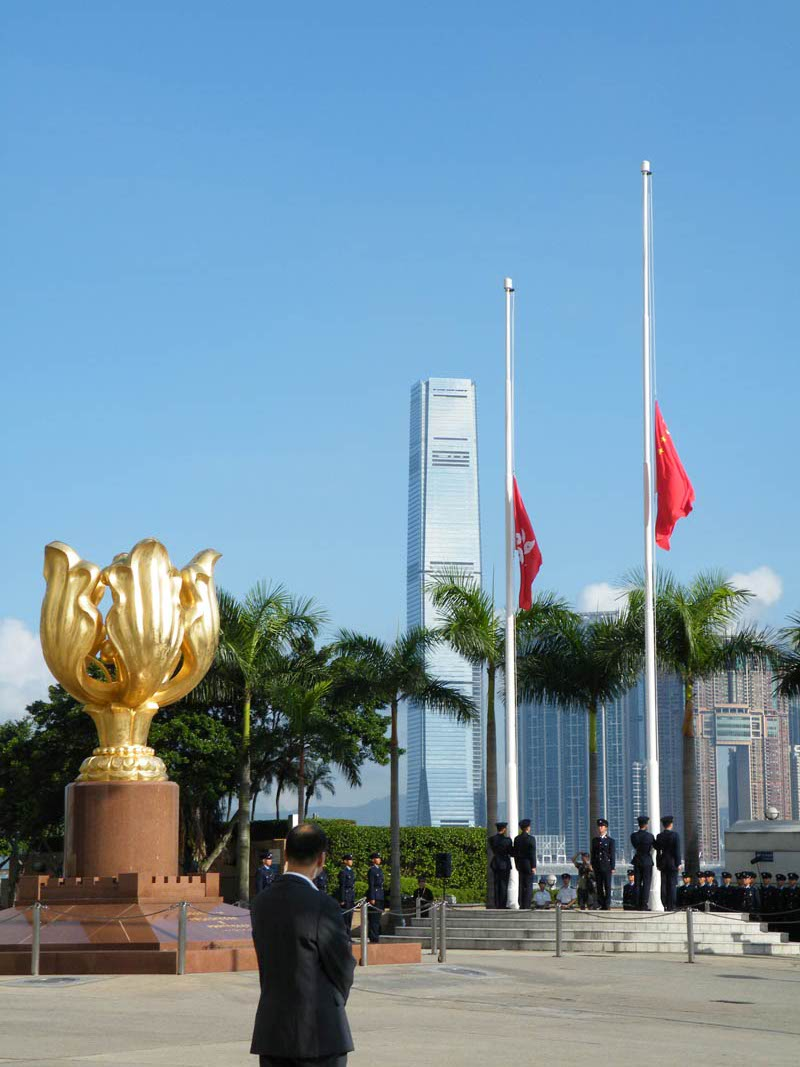
Chính phủ Khu hành chính đặc biệt Hương Cảng cử hành nghi thức kéo cờ và hạ nửa cờ ở quảng trường Kim Tử Kinh vào ngày 26 tháng 08 năm 2010, để truy niệm đau xót cho người tử nạn của sự kiện cầm giữ làm con tin ở thủ đô Manila, Philippines.

Căn cứ vào điều thứ 14 "Luật quốc kì" của nước Cộng hoà Nhân dân Trung Hoa và quy định của phụ lục 3 "Điều lệ khu kì và khu huy" của Khu hành chính đặc biệt Hương Cảng, nhân sĩ thệ thế được liệt bên dưới, quốc kì và khu kì cần phải hạ nửa cờ để tưởng niệm:
- Chủ tịch nước Cộng hoà Nhân dân Trung Hoa, Ủy viên trưởng Ủy ban Thường vụ Đại hội đại biểu nhân dân toàn quốc nước Cộng hoà Nhân dân Trung Hoa, Thủ tướng Quốc vụ viện Trung Quốc, Chủ tịch Ủy ban Quân sự Trung ương nước Cộng hoà Nhân dân Trung Hoa.
- Chủ tịch Ủy ban Toàn quốc Hội nghị Hiệp thương Chính trị Nhân dân Trung Quốc
- Người mà Chính phủ Nhân dân Trung ương Trung Quốc biết đến và từng họp mặt với Trưởng quan hành chính, đồng thời người đó được chỉ thị là làm ra cống hiến kiệt xuất với nước Cộng hoà Nhân dân Trung Hoa.
- Người mà Chính phủ Nhân dân Trung ương Trung Quốc biết đến và từng họp mặt với Trưởng quan hành chính, đồng thời người đó được chỉ thị là làm ra cống hiến kiệt xuất với hoà bình của thế giới hoặc sự nghiệp tiến bộ của loài người.
- Người mà Trưởng quan hành chính đồng ý là làm ra cống hiến kiệt xuất với Khu hành chính đặc biệt Hương Cảng, hoặc người mà Trưởng quan hành chính đồng ý là trao quyền thích hợp cho hạ nửa cờ để mà truy niệm đau xót.

Ngoài việc Chính phủ Nhân dân Trung ương Trung Quốc biết đến và từng họp mặt với Trưởng quan hành chính ra, khi phát sinh sự kiện bất hạnh của người thương vong hoặc tai hại tự nhiên nghiêm trọng tạo thành thương vong rất lớn, nếu Trưởng quan hành chính đồng ý là thích hợp hạ nửa cờ thì có thể hạ nửa cờ để mà ghi nhớ và thương tiếc.
Quảng trường Kim Tử Kinh lần đầu tiên được cấp quyền cho hạ nửa cờ để mà thương tiếc, là ngày 19 tháng 05 năm 2008 là ngày mà cả nước Trung Quốc tiến hành truy niệm đau xót vì cơn động đất lớn ở huyện Vấn Xuyên, châu tự trị dân tộc Khương dân tộc Tạng A Bá, tỉnh Tứ Xuyên, Trung Quốc năm 2008, buổi sáng của ngày đó quốc kì và khu kì do 5 người cảnh sát kéo lên cao cho đến đầu chóp của cán cờ, rồi lại hạ chậm chậm xuống cho đến nửa cờ, bởi vì vào lúc 02 giờ 28 phút buổi chiều của ngày đó cả nước Trung Quốc tiến hành mặc niệm trong 03 phút đồng hồ, do đó lễ kéo cờ không sắp đặt bất kì nghi thức truy niệm đau xót, là ngày cả nước Trung Quốc truy niệm đau xót liên tục 3 ngày cho đến ngày 21 tháng 05 năm 2008. Sau này chiếu theo thông cáo của Quốc vụ viện nước Cộng hoà Nhân dân Trung Hoa, quảng trường Kim Tử Kinh liên tục hạ nửa cờ vào ngày 21 tháng 04 năm 2010 và ngày 15 tháng 08 năm 2010, là ngày cả nước Trung Quốc truy niệm đau xót tương ứng lần lượt là cơn động đất ở huyện Ngọc Thụ, châu tự trị dân tộc Tạng Ngọc Thụ, tỉnh Thanh Hải, Trung Quốc năm 2010[17][17][17][17][17][17] và tai hoạ sự chuyển động của bùn và đá vô cùng lớn ở huyện Chu Khúc, tỉnh Cam Túc, Trung Quốc năm 2010.
Ngày 23 tháng 08 năm 2010, Philippines xảy ra sự kiện kẻ sát nhân Rosario Mendoza trước đây làm cảnh sát viên ở thủ đô Manila đã ép buộc cầm giữ đoàn du lịch Hồng Kông làm con tin, cả 8 người Hồng Kông không may gặp tai nạn, Trưởng quan hành chính đương nhiệm lúc đó ông Tăng Ấm Quyền, tuyên bố trao quyền cho hạ nửa khu kì vào buổi chiều ngày 24 tháng 08 năm 2010 để truy niệm đau xót, rồi sau đó tuyên bố giữ vững trao quyền liên tục 3 ngày cho đến ngày 26 tháng 08 năm 2010. Sau đó Chính phủ Khu hành chính đặc biệt Hương Cảng lấy ngày 26 tháng 08 kí kết làm "ngày truy niệm đau xót của cả Hương Cảng", Trưởng quan hành chính ông Tăng Ấm Quyền dẫn đầu các đại biểu như quan viên chủ yếu, nghị viên Hội Lập pháp và cơ cấu Chính phủ Trung ương lưu trú tại Hương Cảng, vào lúc 08 giờ buổi sáng của ngày và tháng đó ra tham dự nghi thức kéo cờ và hạ nửa cờ, đồng thời truy niệm đau xót trong 3 phút đồng hồ, là nghi thức hạ nửa cờ cấp Chính phủ Đặc khu liên quan đến truy niệm đau xót mà quảng trường Kim Tử Kinh lần đầu tiên cử hành, Quốc vụ viện Trung Quốc cũng có thông cáo trao quyền hạ nửa quốc kì với Chính phủ Đặc khu Hương Cảng và cơ cấu Chính phủ Trung ương lưu trú tại Hương Cảng vào ngày 26 tháng 08 năm 2010 để truy niệm đau xót, do đó quốc kì và khu kì của ngày đó tất cả đều hạ nửa cờ. Tiêu chuẩn phép tắc của nghi thức kéo cờ và hạ nửa cờ là hơi thấp hơn nghi thức kéo cờ của ngày kỉ niệm Hương Cảng trả về Trung Quốc, do đội nghi lễ đánh trống của cảnh sát mà bản thân phải mặc thường phục, đồng thời do đội nhạc cảnh sát Hương Cảng phụ trách tấu nhạc, Đài phát thanh Hương Cảng phụ trách phát sóng trực tiếp và sắp đặt người điều khiển nghi thức của buổi lễ (ông Nghê Bỉnh Lang và bà Bành Gia Mẫn), sau khi hạ nửa cờ người chủ trì của chương trình đọc to rõ lần lượt họ và tên người tử nạn, cả quảng trường Kim Tử Kinh truy niệm đau xót trong vòng 3 phút đồng hồ.
Vào lúc 08 giờ 23 phút buổi tối ngày 01 tháng 10 năm 2012 xảy ra sự cố va đập thuyền ở đảo Nam Nha năm 2012, ông Lương Chấn Anh - Trưởng quan hành chính đương nhiệm lúc đó, tuyên bố ngày 04 tháng 10 năm 2012 là ngày truy niệm đau xót của cả Đặc khu Hương Cảng, bắt đầu từ ngày đó liên tục 3 ngày cho đến ngày 06 tháng 10 năm 2012 tất cả cơ quan hành chính và công ty thuộc Chính phủ Đặc khu Hương Cảng đều phải hạ nửa cờ để truy niệm đau xót, trong đó cũng bao gồm quảng trường Kim Tử Kinh.

## Quản lí quảng trường
Tuy nhiên quảng trường Kim Tử Kinh có sẵn ý nghĩa chính trị, nhưng mà quảng trường do Công ty cổ phần của Trung tâm Triển lãm Hội nghị Hương Cảng quản lí, cung cấp nhân viên tuần tra thị sát trong sạch và bảo an, cho địa phương tư nhân, đồng thời không thuộc về không gian công cộng, không phải do Chính phủ Đặc khu Hương Cảng quản lí. Do đó công ty quản lí tuỳ thời gian mà có quyền phong toả phạm vi quảng trường Kim Tử Kinh vì hoạt động đặc biệt, không cho phép nhân sĩ chưa được trao quyền tiến vào.

## Sự kiện tương quan

### Phá hoại cán cờ và quốc kì Trung Quốc
Sáng sớm ngày 16 tháng 01 năm 2000, cán cờ quốc kì và cuống họng thoát khí của hệ thống thông gió ở quảng trường Kim Tử Kinh, được phát hiện bị kẻ nào đó làm dơ bẩn bằng bút lông dầu, cảnh sát địa phương tin nhau là một trò đùa xấu xa, chưa có ảnh hưởng tới nghi thức kéo cờ của ngày đó.
Ngày 14 tháng 01 năm 2001, sau khi hoàn thành nghi thức kéo cờ khoảng chừng 1,5 tiếng đồng hồ, có người trên đường phát hiện quốc kì rớt ở trên mặt đất, cán cờ thì rỗng không, khu kì của đặc khu lúc đó vẫn đang bay phấp phới. Cảnh sát địa phương sau khi thu nhận tin tức phát hiện cái móc ở trên chóp quốc kì phá hư và sợi dây gai kéo quốc kì lên cũng cắt đứt, báo cho cảnh sát phòng cháy chữa cháy đến quảng trường giúp đỡ bắc thang mây lên lấy cái móc bị phá hư xuống, thay đổi cái móc mới lại lên trên, đồng thời vào 10 giờ 30 phút cùng ngày lại lần nữa kéo quốc kì lên.

### Phá hoại tượng điêu khắc
Bởi vì quảng trường Kim Tử Kinh nằm ở ven biển, tượng điêu khắc "Hoa dương tử kinh vĩnh viễn nở rộ" đúc tạo bằng đồng thanh đột nhiên có chỗ phá hư, năm 2001 phần đỉnh của tượng bị phát hiện rơi rụng vàng thếp, cần phải giao cho chuyên gia từ viện bảo tàng tu bổ vật liệu màu sắc tương tự lên trên chỗ làm bẩn, năm 2002 hiềm nghi bị xâm thực do gió biển, bệ móng đá vân mây xuất hiện nhiều sợi vết nứt, năm 2005 phát hiện tầng vàng thếp bên ngoài của tượng điêu khắc do xâm thực tự nhiên mà rơi mất và phai màu nghiêm trọng, lộ ra tầng chất đồng bên trong.

### Ngăn trở hạ cờ xuống
Buổi chiều ngày 07 tháng 05 năm 2001, bảy tên thành viên của Luận đàn Dân chủ Xã hội (SDF) là Lưu San Thanh, Trần Quốc Lương, Lâm Sâm Thành, Từ Bách Đệ, Phạm Quốc Uy, Quảng Quốc Toàn và Hoàng Trọng Kì, lấy dây xích sắt tự trói quốc kì vào cái cột để thị uy, ngăn trở hạ quốc kì xuống, cuối cùng bị cảnh sát địa phương miễn cưỡng chạy đến mang dắt theo mình. Ngày 10 tháng 12 cùng năm, bảy tên đó bị phán xử có đủ căn cứ tội danh "ngăn trở đường phố" và "chưa xuất trình được thẻ chứng minh nhân dân" ở Pháp viện Xử kiện Quận Đông Hương Cảng, xét xử mỗi tên phạt tiền 500 đến 1.000 đồng đô la Hương Cảng. Tuy nhiên Phạm Quốc Uy và Quảng Quốc Toàn thì do "chưa trình được thẻ chứng minh nhân dân" nên cần trả tiền phạt riêng 500 đồng đô la Hương Cảng.

### Thành viên Học dân tư triều thỉnh nguyện tụ tập ở quảng trường, bị nhân viên bảo an của Trung tâm Triển lãm Hội nghị khiêng đi
Ngày 01 tháng 10 năm 2013, khoảng chừng 40 tên thành viên Học dân tư triều, thừa cơ ông Lương Chấn Anh giữ chức Trưởng quan hành chính lúc đó ra tham dự nghi thức kéo cờ ngày Quốc khánh Trung Quốc, đến về phía trước sát gần quảng trường, tranh thủ đưa ra họ và tên cho cuộc tuyển cử toàn dân để bầu Trưởng quan hành chính Đặc khu Hương Cảng. Họ bất mãn khu vực biểu tình cách xa quảng trường, yêu cầu đến một đoạn đường cái ở phía đông đường Bác Lãm để tiếp cận tụ tập quảng trường, nhưng bị cảnh sát địa phương ngăn cản. Mười tên thành viên Học dân tư triều do Hoàng Chi Phong triệu tập, tiến vào thành công khu vực xem lễ, nhưng mà trước cử hành nghi thức kéo cờ được nhân viên bảo an của Trung tâm Hội nghị và Triển lãm Hồng Kông chỉ tay chỗ đó là "khu vực xem lễ của nhân sĩ địa phương", sau đó lập tức bị khiêng đi. Nhân viên bảo an của Trung tâm Hội nghị và Triển lãm Hồng Kông mà can thiệp sự việc một mạch không trưng ra thẻ chứng minh nhân dân, cho nên cảnh sát địa phương khoanh tay lướt nhìn.
Hoàng Chi Phong sau đó biểu thị, nhận thấy thất vọng với sự sắp đặt yên ổn sẵn của cảnh sát địa phương và đương cục, họ ở trong tình huống chưa thu được lí do thay thế, bị nhân viên bảo an của Trung tâm Hội nghị Triển Lãm Hồng Kông miễn cưỡng bao vây và đối đãi bằng bạo lực.

### Tuyên bố phi pháp trong vòng vây
Hứa hẹn vào lúc 6 giờ sáng ngày 26 tháng 06 năm 2017, Bí thư trưởng chính đảng Hương Cảng Chúng Chí ông Hoàng Chi Phong, lực lượng nhân dân và các thành viên của chính đảng Mặt trận Dân chủ Xã hội (LSD) biểu tình thị uy ở quảng trường Kim Tử Kinh, lại còn lấy tuyên bố phi pháp bao vây và trú lâu ở tượng điêu khắc Hoa tử kinh, biểu đạt không đồng ý Trung Quốc thật thi phương châm "Một Trung Quốc, hai chế độ" và bất mãn với Chính phủ Đặc khu Hương Cảng thực hành biện pháp chính trị từ lúc Hương Cảng trả về Trung Quốc tới nay. Nhân viên bảo an của Trung tâm Hội nghị Triển lãm Hồng Kông đã từng thử nghiệm ngăn cản tuyên bố phi pháp trên băng rôn của họ, song thất bại, sau đó cảnh sát địa phương đến quảng trường đem các tuyên bố phi pháp xé đi, đồng thời lấy một dãy sự việc đó làm thành "khởi tố tội quấy rối", tạm thời chưa có người bị tróc nã.

### Chiếm lĩnh quảng trường Kim Tử Kinh
Hứa hẹn vào lúc 06 giờ sắp tối ngày 28 tháng 06 năm 2017, chính đảng Hương Cảng Chúng Chí, chính đảng Mặt trận Dân chủ Xã hội (LSD) và lực lượng nhân dân tổng cộng hơn 30 người, lại lần nữa tập kích chiếm lĩnh tượng điêu khắc ở quảng trường Kim Tử Kinh, đồng thời tuyên bố phi pháp trên các băng rôn ở tượng điêu khắc. Hơn 200 tên cảnh sát được sai khiến ra đến quảng trường bao gồm các nhóm như Bộ đội Cơ động Tổng quận Đảo Hương Cảng, Tiểu đội Tuần tra Quân trang, Quan hệ Cảnh dân, v.v đồng thời xua đuổi chia cách dân chúng địa phương cho đến đường Hội Nghị và khu vực đường Bác Lãm. Nhân sĩ bị tróc nã vào lúc 8 giờ đến 9 giờ buổi tối bị cảnh sát địa phương khiêng đi, dắt theo đến Sở Cảnh sát Bắc Giác.

## Mốc ranh giới lân cận
- Công viên Ven biển Lâm thời Loan Tể
- Cánh mới Trung tâm Hội nghị Triển lãm Hồng Kông
- Biển hiệu Kỉ niệm Hương Cảng trả về Trung Quốc
- Bến tàu Loan Tể